# Eduard von Schrötter
Eduard Alfred Gottfried Freiherr von Schrötter (* 22. März 1822 in Marienwerder, Westpreußen; † 8. Dezember 1883 in Pankow, Barnim) war ein preußischer Jurist und Landrat.

## Leben

### Herkunft
Sein Großvater war der preußische Justizminister Karl Wilhelm von Schrötter (1748–1819). Seine Eltern waren der Geheime Justizrat und Richter an einem preußischen Appellationsgericht Ferdinand von Schrötter (1785–1863) und dessen Ehefrau Elisabeth, geb. Wedeke († 19. Februar 1849), eine Tochter des Hofpredigers Johann Christoph Wedeke. Der Landrat Bruno von Schrötter (1816–1888) und der Generalmajor Theobald von Schroetter (1820–1881) waren seine Brüder.

### Karriere und Ausbildung
Nach dem Abitur studierte Eduard von Schrötter 1842 bis 1845 Rechtswissenschaften an der Universität Königsberg. Anschließend ging auch er in den Justizdienst.
Zunächst war er am Appellationsgericht Marienwerder tätig. 1850 wurde er zum Landrat des Kreises Kulm (heute Chełmno) ernannt und wurde auch Mitglied des Preußischen Abgeordnetenhauses. Zum 10. März 1868 wurde er Landrat des Kreises Hanau, ein Jahr später auch Direktor des dortigen Konsistoriums. 1870 kam es zu Bürgerprotesten gegen seine Amtsführung. Formal war er bis zu seinem Tode 1883 im Amt, allerdings starb er in einer psychiatrischen Klinik bei Berlin.

### Familie
Er war zweimal verheiratet. Am 18. Juni 1850 heiratete er Luise Georgine Hedwig von Platen (1835–1907), die Vorbild für Theodor Fontanes Romanfigur Effi Briest gewesen sein soll.
- Margarethe Hedwig Elisabeth Emma (* 24. September 1852) ⚭ 1870 N.N. Harms, Premier-Lieutenant
- Katharina Ferdinand Luise Ida (* 13. Januar 1854)
- Eberhard Ferdinand Ludwig Alfred (* 11. März 1855)

Am 8. Juni 1866 heiratete er in Königsberg die Luise Natalie Freiin von Meerscheidt genannt von Hüllessem (* 29. Mai 1828; † 4. September 1868), Witwe des Wilhelm Otto Gustav Eduard von Saucken (* 27. März 1822; † 24. November 1858).

## Ehrungen
Er erhielt mehrere hohe Auszeichnungen, darunter auch den Titel eines „Geheimen Regierungsrates“.